# Pedro II do Congo
Pedro II (1575 – 1624) foi manicongo do Reino do Congo entre 5 de maio de 1622 e 13 de abril de 1624.  Foi o primeiro rei da Casa de Quincanga

## Primeiros anos
D. Pedro Ancanga nasceu em 1575 e era filho de D. Afonso Mubica Antumba, Duque de Sundi e membro do Conselho Real do Congo com D. Cristina de Soio, da família dos condes de Soio. Sua avó foi Dona Ana Antumba, terceira filha do rei Afonso I.
Após a morte de seu pai ele assumiu o título de Duque de Sundi e também o posto na alta nobreza do Congo. Muitos anos depois após a morte de seu primo distante, D. Álvaro III, o Conselho Real do Congo o elegeu como rei em rejeição aos jovens príncipes D. Álvaro e D. Ambrósio que eram muito novos para assumir o trono.

## Reinado
Antes mesmo de sua subida ao trono, D. Pedro era duque de Sundi e Umbamba, em substituição de D. Antônio da Silva. Ele assumiu o trono as custas de seu primo D. Ambrósio, legítimo herdeiro ao trono mas considerado jovem demais para governar.
Em seu breve reinado, seu irmão mais novo D. Paulo Afonso foi nomeado como novo duque de Umbamba, mas esta decisão foi desaprovada pelo governador português de Luanda, João Correia de Sousa. Este último enviou uma expedição com cerca de 30 mil homens em 22 de dezembro de 1622, com apoio do marquês D. Cosme de Upemba para destronar D. Paulo Afonso, que foi morto na Batalha de Mbumbi. Em retaliação, o Congo contra-ataca os portugueses residentes em Mbumbi em janeiro de 1623, na Batalha de Mbanda Kasi. A batalha foi bem sucedida e foi o estopim da Primeira Guerra Luso-Congolesa. Pedro se apoia aos holandeses da Companhia Holandesa das Índias Ocidentais, que ajudariam o rei com o ataque a Luanda. O plano era um ataque conjunto, com holandeses atacando por mar e os congoleses por terra. Entretanto, o rei faleceu antes que os planos iniciassem.
Em 1624 o rei fez o conselho real jurar que elegeriam seu filho D. Garcia como novo rei em caso de sua morte. Havia uma conspiração para eleger D. Álvaro Afonso, duque de Umpemba, como novo monarca. A conspiração foi descoberta e o marquês se refugia em Soyo.
Pedro II faleceu em 13 de abril de 1624, sendo substituído por seu filho Garcia I.